# Foucaultovo kyvadlo (kniha)
Foucaltovo kyvadlo je druhý román italského sémiologa a teoretika literatury prof. Umberta Eca. Poprvé byl vydán v italském nakladatelství Bompiani roku 1988, český překlad poprvé vyšel roku 1991 v Odeonu (přeložil Zdeněk Frýbort). Název odkazuje k Foucaultovu kyvadlu pojmenovanému dle Léona Foucaulta, francouzského fyzika 19. století, tato pomůcka experimentálně potvrzuje zemskou rotaci. Sedmisetstránkové dílo je rozděleno na deset kapitol pojmenovaných podle deseti sefir, božích atributů ze židovské kabaly, tato jména zní: Keter, Chochma, Bina, Chesed, Gevura, Tif´eret, Necach, Hod, Jesod a Malchut. Jednotlivé kapitoly se dále dělí na kratší oddíly, kterých je celkem 120, a každý z nich je uveden citací ze světové literatury, nejčastěji takovou, která má co do činění s esoterikou, alchymií, templáři, bratrstvem růže a kříže (rozenkruciáni) nebo svobodnými zednáři. Kniha je velmi intertextuální, se širokým záběrem, vyžaduje čtenáře, který něco ví o dějinách evropské kultury, je schopen pracovat s odkazy a ochoten o tom, co čte, přemýšlet. Kniha je vybavena vysvětlivkami, řadí se k postmoderní literatuře.

## Příběh

### Postavy
Casaubon je vypravěčem příběhu, je východiskem (causou) děje, ostatní postavy jsou z něj odvozeny. Jako student píšící disertační práci se setká s Jacopem Belbem a jeho kolegou Diotallevim. Později odcestuje do Brazílie, kde vyučuje, účastní se se svou přítelkyní Amparou lidových rituálů a poznává tajemného Agliého. S Amparou se rozejde, po návratu znovu navazuje přátelství s Belbem a Diotallevim, společně s nimi připravuje knihu o dějinách kovů, která se však postupně mění v dějiny magie. Jeho novou milenkou se stává studentka Lia.
Jacopo Belbo je nakladatelský redaktor, má za sebou složitou minulost, zejména dětství odehrávající se ve fašistické Itálii, udržuje neméně složitý vztah s Lorenzou Pellegriniovou a všechny svoje rozpory projektuje do své tvorby, kterou však nehodlá zveřejnit. Je to zprvu skeptik, ostatně stejně jako Casaubon, v jisté chvíli však začne (a musí začít...) brát Plán vážně.
Diotallevi je Belbův kolega v nakladatelství Garamond, je přesvědčen o tom, že je Židem, i když to nemůže nijak dokázat. Jeho životním cílem je získat správnou kombinaci slov Tóry.

### Nástin děje
Casaubon píše koncem 60. let 20. století svou práci o templářích, seznamuje se s Belbem a Diotallevim z nakladatelství Garamond. Redakci navštíví jistý plukovník Ardenti, který jim předá tajemnou listinu hlásící se do 14. století, pak však náhle zmizí a mnohé nasvědčuje tomu, že byl zavražděn. Naši tři hrdinové doplněním poškozeného textu získají tajuplné poselství, na jehož základě konstruují myšlenku velikého spiknutí lidí disponujících tajemstvím stavitelů Šalamounova chrámu, kteří mají roku 2000 ovládnout svět. Casaubon odjíždí do Brazílie, kde se setkává s jistým gentlemanem jménem Aglié, který se dokonale vyzná v mystice a naznačuje o sobě, že je nesmrtelný. Po návratu začíná Casaubon pracovat společně s Belbem a Diotallevim na knize o historii kovů, postupem času se však tato práce mění v konstrukci tajuplného Plánu. Áglié, který patří ke skupince „zasvěcenců“, se domnívá, že Belbo Plán skutečně zná a ví víc než oni, podaří se mu jej přimět k tomu, aby přijel na letní slunovrat do pařížského Musée des arts et métiers, kde je umístěno Foucaltovo kyvadlo, s jehož pomocí a (neexistující) mapou od Belba má být objeven pupek světa (omfalos mundi), umožňující ovládat nezměrné geomantické síly, Belbo však odmítá cokoliv říci (stejně nemá co) a raději umírá. V muzeu je skryt i Casaubon, který je tak svědkem Belbovy smrti, podaří se mu uniknout, neustále je však stíhán myšlenkou, že jsou mu Agliého lidé v patách. Diotallevi umírá na rakovinu.

## Možné interpretace
Kniha je typicky postmoderním mnohaúrovňovým dílem, lze ji číst jako napínavý příběh o tajemném spiknutí, ale také jako úvahu o vztahu reality a fikce (neexistující Plán se stává skutečným, protože se tak jeví Agliého bratrstvu a posléze i autorům Plánu, kteří přece dobře vědí, že si všechno vymysleli na základě nedostatečných důkazů a odvážných asociací), což je problém, kterým se Eco zabývá i ve svých Šesti procházkách literárními lesy. Počet možných interpretací je prakticky neomezený.

## Přehled českých vydání
- Foucaultovo kyvadlo, Odeon, Praha 1991, přeložil Zdeněk Frýbort
- Foucaultovo kyvadlo, Český klub, Simon and Simon, Praha 1999, přeložil, poznámku a vysvětlivku napsal Zdeněk Frýbort
- Foucaultovo kyvadlo, Český klub, Praha 2001, přeložil Zdeněk Frýbort
- Foucaultovo kyvadlo, Český klub, Praha 2005, přeložil Zdeněk Frýbort
- Foucaultovo kyvadlo, Český klub, Praha 2007, přeložil Zdeněk Frýbort
- Foucaultovo kyvadlo, Český klub, Praha 2009, přeložil Zdeněk Frýbort
- Foucaultovo kyvadlo, aktualizované vydání. Argo, Praha 2015, přeložili Zdeněk Frýbort a Anežka Charvátová.